# Левенцовка (Днепропетровская область)
Левенцовка (укр. Левенцівка) — село, Михайловский сельский совет,
Новомосковский район, Днепропетровская область, Украина.
Код КОАТУУ — 1223283502. Население по переписи 2001 года составляло 517 человек .

## Географическое положение
Село Левенцовка находится на берегу безымянной пересыхающей речушки, которая через 5 км впадает в реку Орель,
на расстоянии в 3 км расположены сёла Михайловка и Керносовка.

## Экономика
- «Мрия», агрофирма.

## Объекты социальной сферы
- Школа.
- Детский сад.
- Амбулатория.
- Клуб.